# Lamberts Bay
Lamberts Bay, Lambert’s Bay (afrikaans: Lambertsbaai) ist eine Stadt in der Lokalgemeinde Cederberg, im Distrikt West Coast der südafrikanischen Provinz Westkap. 

## Geografie
Die Kleinstadt liegt an der Atlantikküste westlich von Clanwilliam und rund 220 Kilometer nördlich von Kapstadt.
Gemäß der Volkszählung (Stand 2011) lebten hier 6120 Einwohner  in 1710  Haushalten.
Haupteinnahmequellen sind Fischerei und Tourismus. Bekannt ist der Ort für die hier gefangenen Langusten, die in großen Freiluftrestaurants angeboten werden; er ist Ausflugsziel zahlreicher Kapstädter am Wochenende. Ein Langustenfestival findet jährlich Ende November statt. Daneben gibt es viele Wassersport- und andere Freizeitangebote.
| Atlantik | Doringbaai, Strandfontein                   | Klawer                  |
| Atlantik | Kompassrose, die auf Nachbargemeinden zeigt | Graafwater, Clanwilliam |
| Atlantik | Elands Bay                                  | Landschaft Sandveld     |

## Natur

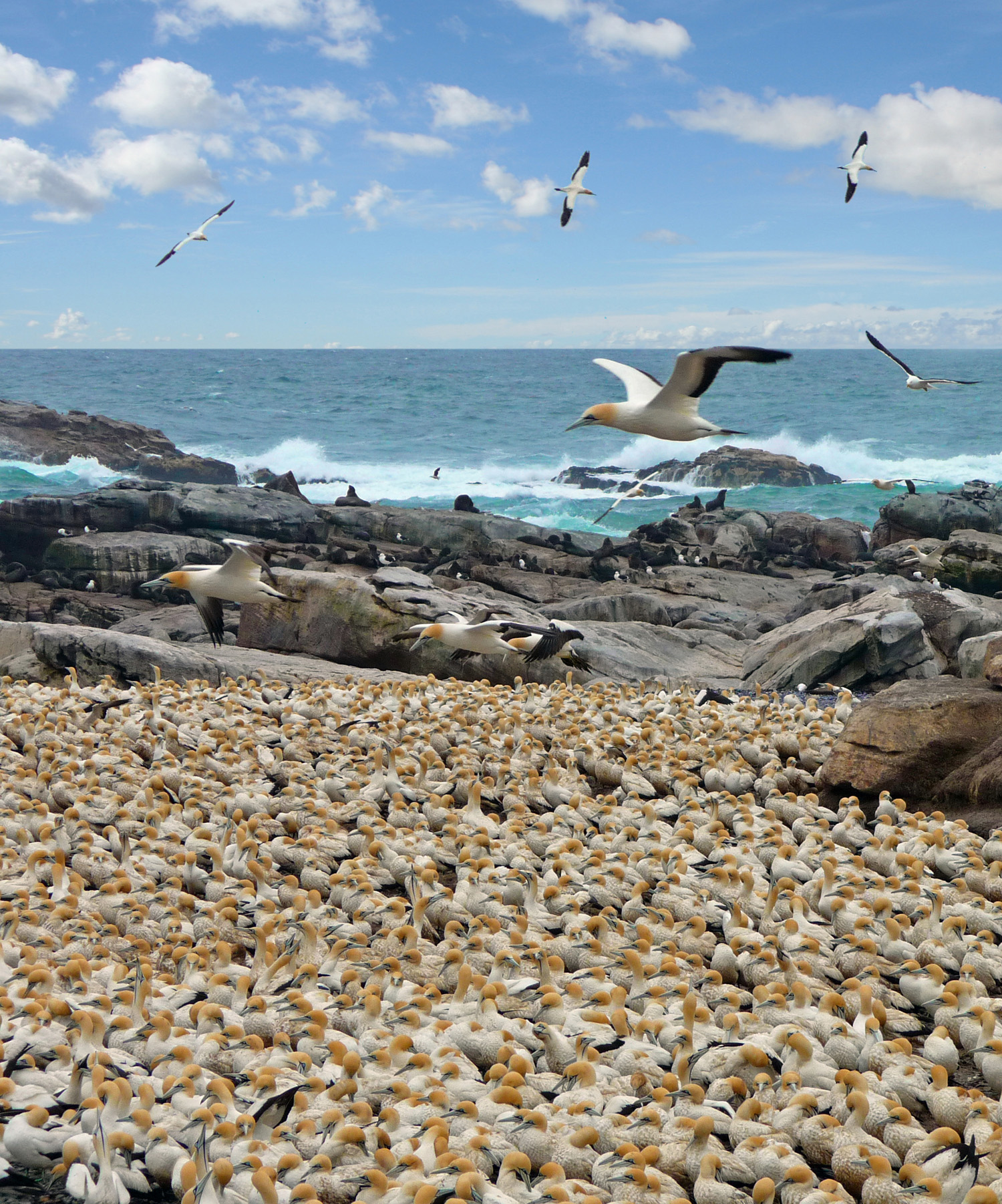
Das Bird Island Nature Reserve in Lamberts Bay

Bemerkenswert ist auch die Vogelinsel Bird Island mit dem Bird Island Nature Reserve. Sie liegt im Hafen und beherbergt Tausende Seevögel.

## Geschichte
Die erste Besiedelung durch europäische Einwanderer erfolgte vor 1800. Die Bucht war Schauplatz des einzigen britischen Kriegsschiffsverlustes im Zweiten Burenkrieg, als der Kreuzer HMS Sybille der Apollo-Klasse hier am 16. Januar 1901 durch einen Navigationsfehler strandete und verloren ging.
Im Jahr 1913 wurde auf der Farm Otterdam ein Fischerdorf gegründet, das nach Sir Robert Lambert benannt ist, der zwischen 1820 und 1821 der Marinekommandant in der Kapregion war. 1929 wurde die Siedlung als local area ohne Selbstverwaltungsrecht proklamiert. Seit 1934 gibt es hier einen Verwaltungsrat. Stadtrecht erhielt der Ort 1969.